# 刺し子
刺し子、刺子（さしこ）とは、手芸の一分野で、布地に糸で幾何学模様等の図柄を刺繡して縫い込むこと。

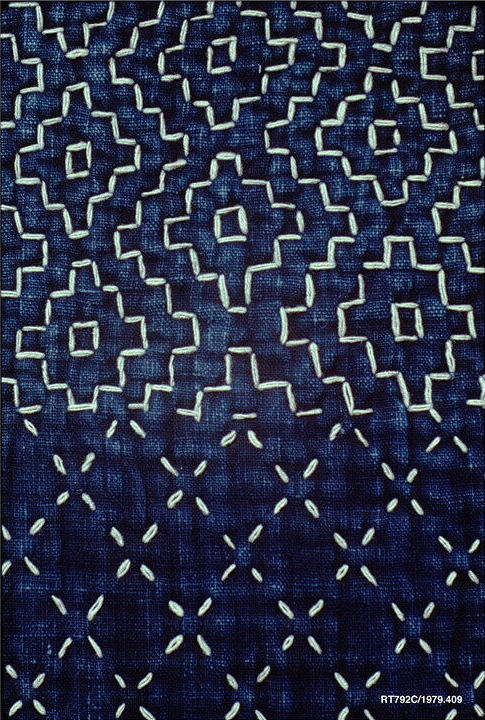
刺し子の模様の一例

## 概説
保温、補強等のため麻布や木綿布などもと布地に木綿糸で部分的にかがったり、繕ったりして補強したものが始まりとされている。やがて破損の激しい肩・胸などの部分を初めから装飾的に補修しておくようになった。作務衣、道着、火消の消防着(火事装束)などに用いられている。
藍色の木綿布に白糸で刺すものが定番であるが、刺子半纏などに使われる色合いやデザインの関係から、染色の段階で藍色以外の色（写真の例ではえんじ色と黒）も選ばれる事がある。また、半纏に文字・文様等を入れる関係で白い糸で刺し子生地を織った後、文字・文様部分を白抜きして染色する場合もある。その関係で最近では布・糸ともにカラフルな色合いの物も出てきている。
手芸品店では、刺し子で布巾を作るキットも販売されている。また、従来からの和装に使われる刺し子生地を使っての製品が作られる事もある（写真のポシェットなど）。
有名な刺し子技法には津軽地方（青森県西部）の「こぎん刺し」、南部地方の「菱刺し」、庄内地方の「庄内刺し子」があり、これらを日本三大刺し子という。田中忠三郎が調査・収集した刺し子のうち、津軽・南部の刺し子着786点が国の重要有形民俗文化財に指定され、学術的価値は勿論、田中忠三郎独特の審美眼にかなった芸術的価値も高いコレクションとしても知られている。
刺し子に似せて織った織物に刺子織があり、柔道着や作務衣などに用いられている。
ユニクロは英国ロンドンの旗艦店で刺し子による洋服の修繕を受け付けており、物を大切に使い続けるサステナビリティ（持続可能性）や和のテイストを求める消費者に利用されている。

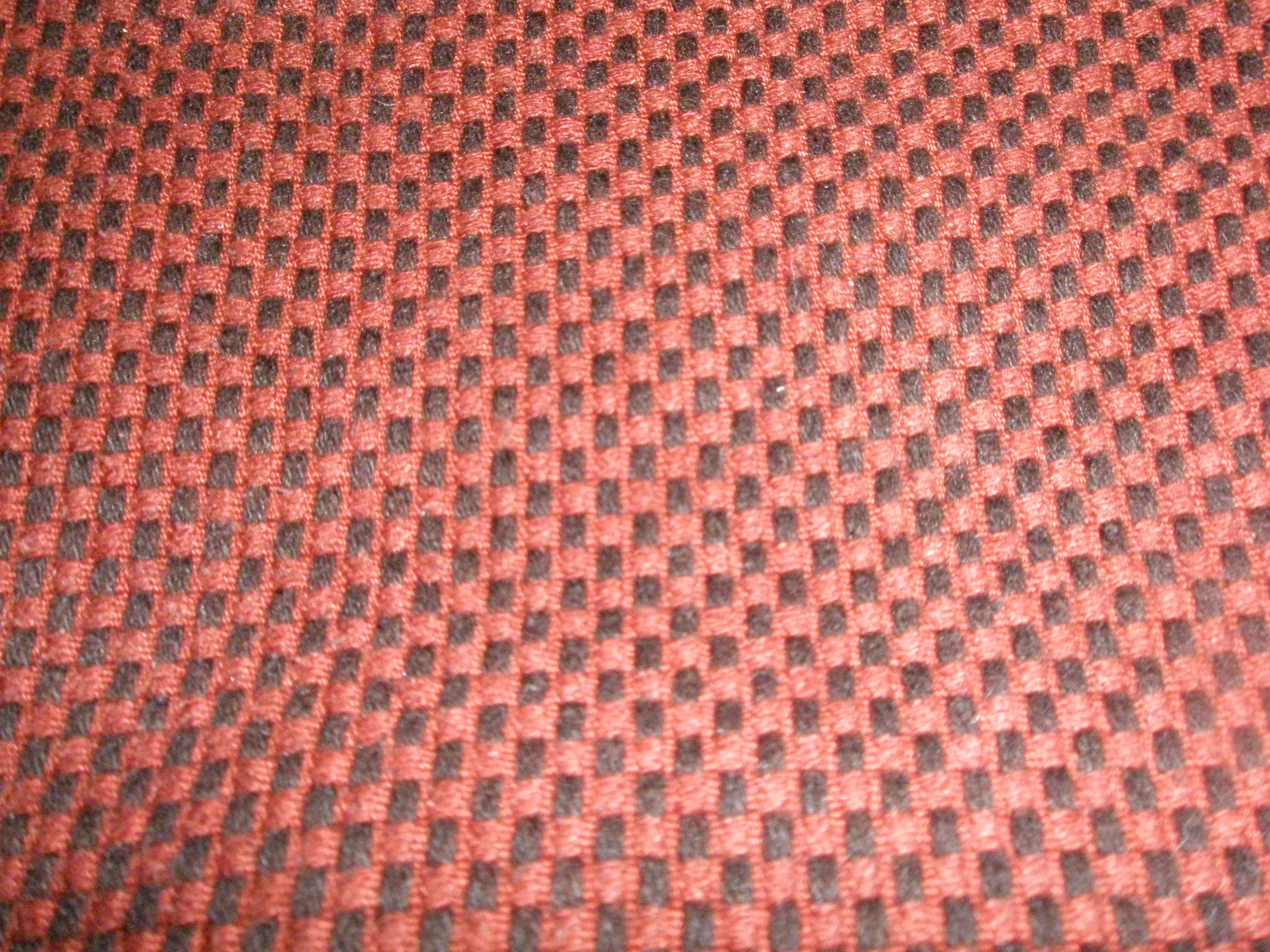
従来からの和装用刺し子生地、半纏などに使われる。
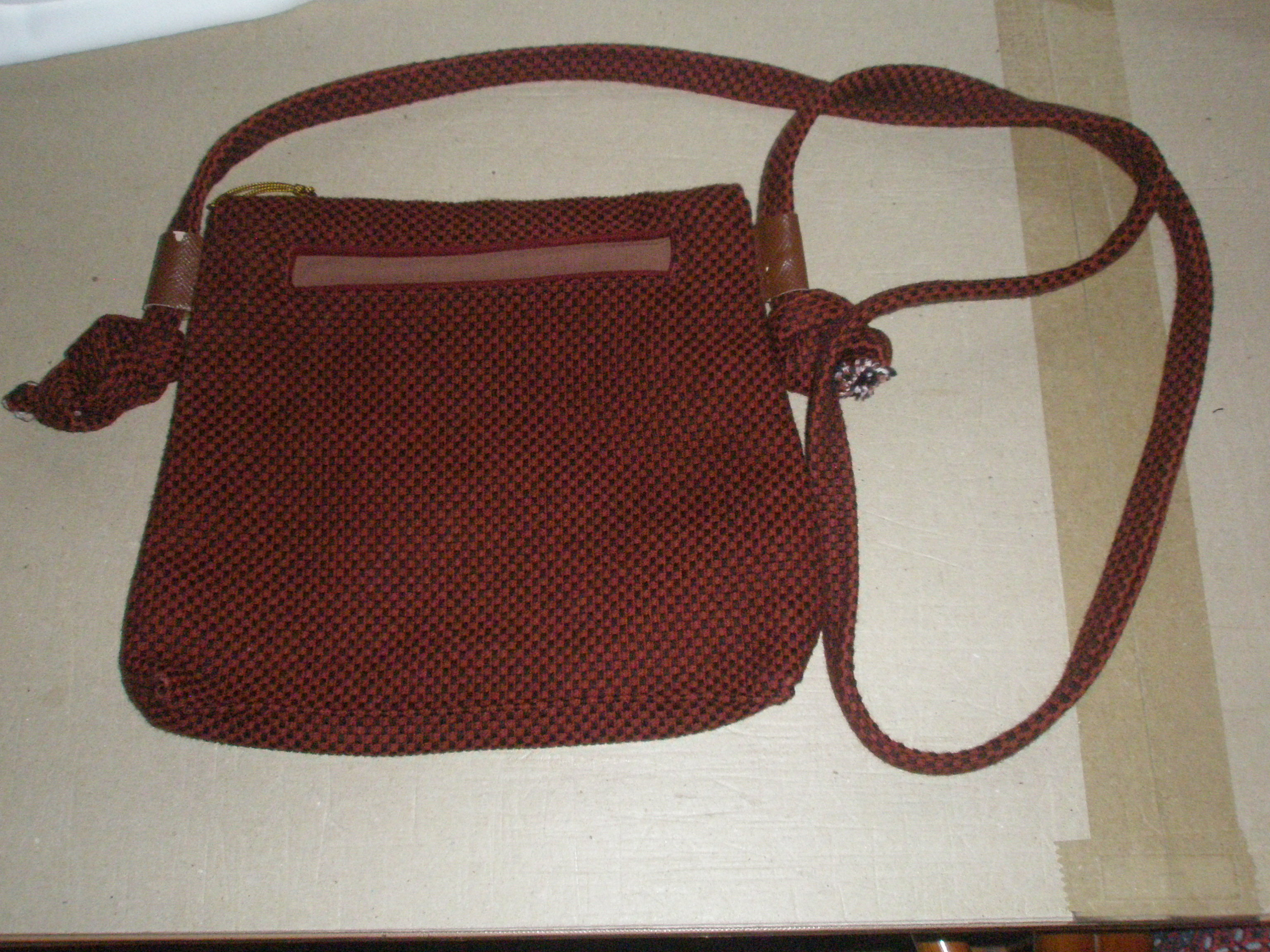
刺し子生地で作られたポシェット
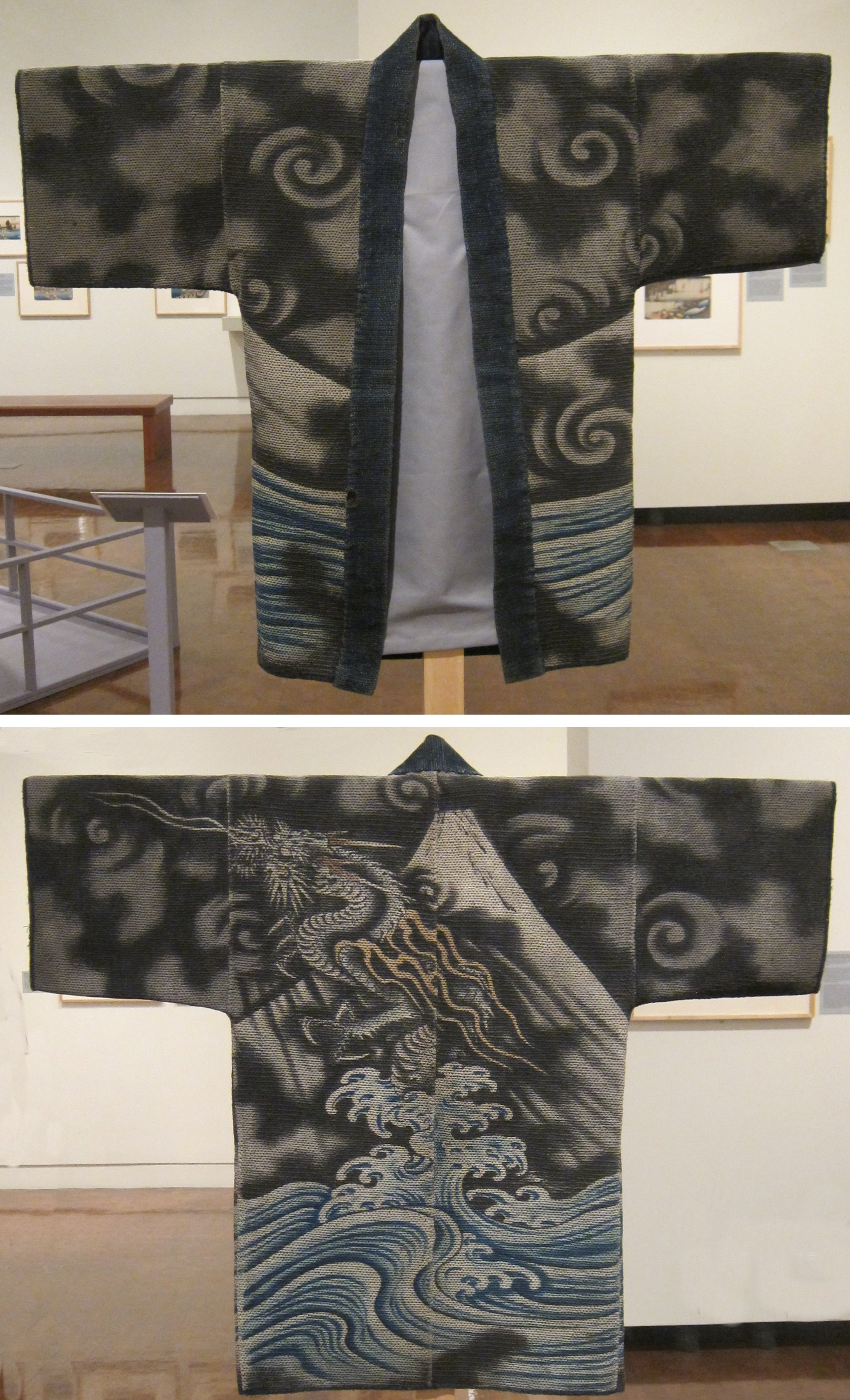
火消し半纏
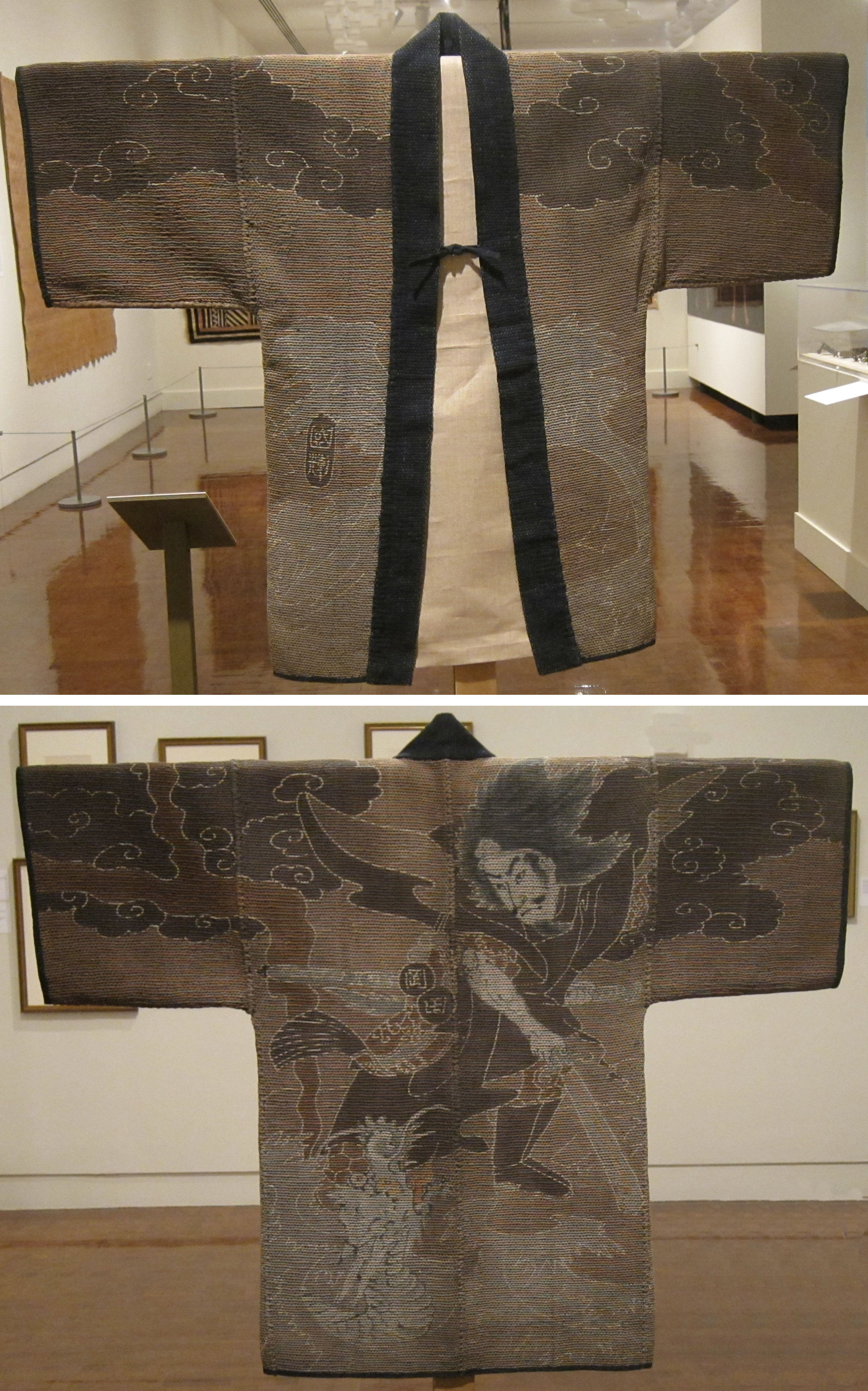
火消し半纏

## 模様の種類
- 麻の葉
- 飛び麻の葉
- 八ツ手麻の葉
- 箱刺し
- 紗綾形
- 菱紗綾形
- 青海波
- 菱青海波
- 十字つなぎ
- 段つなぎ
- 角十つなぎ
- 平山道
- 詰田
- 平詰三枡
- 立三枡
- 平三崩し
- 井桁格子
- 枡刺し
- 角寄せ
- 平井十文
- 四つ菱
- 矢羽根
- きじの足
- そばから菱
- 梨の紋
- うろこ紋
- 桧垣
- 七宝つなぎ
- 分銅つなぎ
- 千鳥つなぎ[4]
- 網目
- 野分
- 亀甲
- 霰亀甲
- 丸毘沙門
- 籠目
- 雪持笹
- 鳥襷文
- 松皮菱
- 杉綾

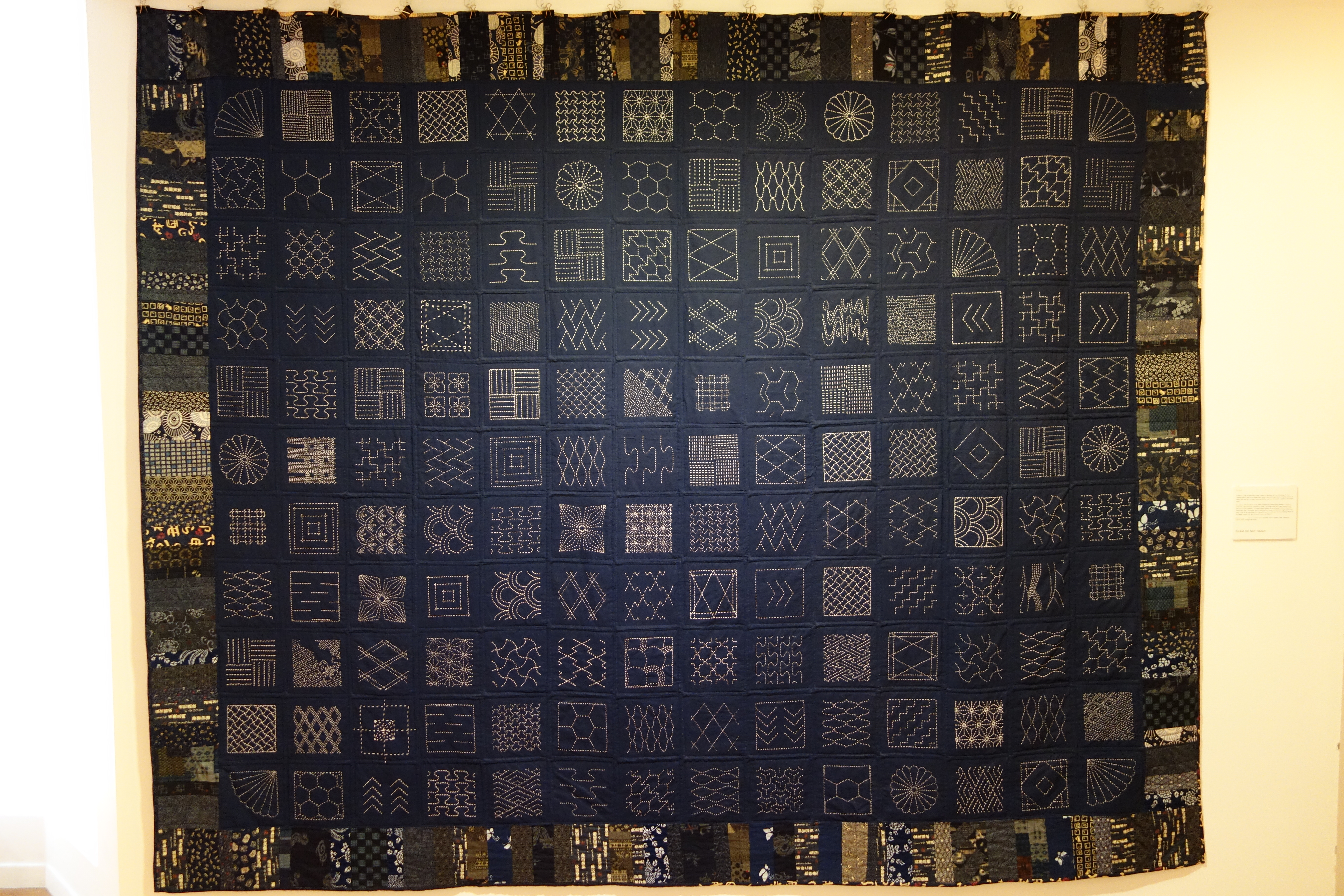
刺し子の柄の一覧

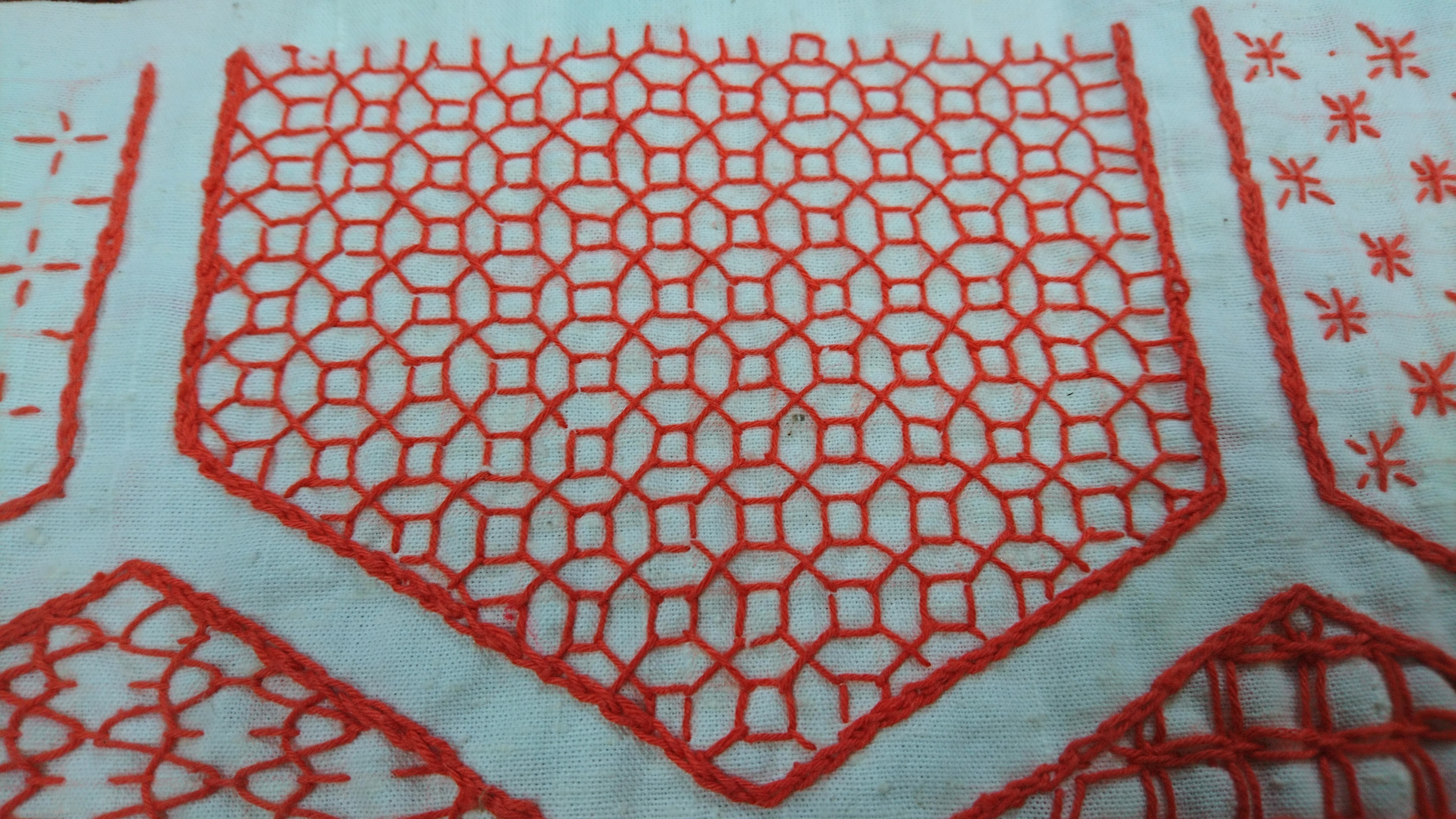
銭文様の刺し子

こうした伝統的な模様のほかに、様々な創作柄やキャラクターものなどがある。

## ミシンによる刺子
刺し子の「風合い」を再現した家庭用ミシンが2009年9月頃から鈴木製作所により開発・販売されている。手縫いの刺し子とは当然異なるが見た目は同等。キルティング用途等にも提案されている。